# Джейсон X
«Джейсон Х» (англ. Jason X) — американский научно-фантастический слэшер режиссёра Джеймса Айзека, десятый из франшизы о Джейсоне Вурхизе. Премьера фильма состоялась 24 июля 2001 года в Германии на международном фестивале Fantasy Filmfest.

## Сюжет
В 2010 году Джейсон Вурхиз (Кейн Ходдер) захвачен правительством Соединённых Штатов и содержится в Исследовательском центре Crystal Lake. Правительственный учёный Роуэн Лафонтен (Лекса Дойг) решает поместить Джейсона в криогенный стазис после нескольких неудачных попыток убить его. В то время как рядовой Сэмюэль Джонсон (Джефф Геддис) накрывает Джейсона одеялом, доктор Виммер (Дэвид Кроненберг), сержант Маркус и несколько солдат надеются продолжить исследование быстрой регенерации клеток Джейсона и решают его забрать. Они стягивают одеяло с его тела, но вместо этого находят Джонсона мёртвым. Освободившись от оков, Джейсон убивает солдат и Виммера. Роуэн заманивает Джейсона в криогенную капсулу и активирует её. Джейсон пробивает дверь камеры своим мачете и пронзает живот Роуэн, проливая криогенную жидкость в запечатанную комнату и замораживая их обоих.
445 лет спустя (2455 год) Земля стала слишком загрязнённой для продолжения жизни на ней, и люди переехали на новую планету, Землю-2. Три студента, Цунарон, Джанесса и Азраил, находятся на экскурсии во главе с профессором Брейтуэйтом Лоу (Джонатан Поттс), которого сопровождает робот-андроид КМ-14 (Лиза Райдер). Они входят в комплекс Crystal Lake и находят всё ещё замороженных Джейсона и Роуэн, которых они приносят на свой космический корабль, Грендель. Также на корабле находятся оставшиеся ученики Лоу, Кинса (Мелоди Джонсон), Вейлендер (Дервин Джордан) и Стоуни (Яни Геллман). Они реанимируют Роуэн, в то время как Джейсона объявляют мёртвым и оставляют в морге. Интерну Лоу, Адриане Томас (Кристи Ангус), приказано препарировать тело Джейсона. Лоу, который находится в серьёзных долгах, вызывает своего финансового спонсора Дитера Переса (Роберт А. Сильверман) из Соляриса, который узнаёт имя Джейсона и отмечает, что тело Джейсона может стоить значительную сумму.
Пока Стоуни и Кинса занимаются сексом, Джейсон оттаивает и нападает на Адриану, затем замораживает её лицо жидким азотом, прежде чем разбить её голову на куски о стол. Джейсон берёт хирургический инструмент в форме мачете и идёт по кораблю. Он вонзает кинжал в грудь Стоуни и убивает его, к ужасу Кинсы. Сержант Бродски (Питер Менсах) возглавляет группу солдат, чтобы напасть на Джейсона. Тем временем Джейсон нападает и убивает Далласа, разбив его череп о стену после того, как сломал позвоночник Азраила. Затем он пытается напасть на Кратча, но Бродский и его солдаты спасают его. Джейсон исчезает; после того, как Бродски разделил свою команду, Джейсон убивает их одного за другим.
Лоу приказывает пилоту Лу (Бойд Бэнкс) пристать к ближайшей космической станции «Солярис». Когда он разговаривает с инженером, его убивает Джейсон. Без пилота корабль врезается в Солярис, уничтожая его и убивая Дитера Переса и всех остальных на Солярисе. Джейсон врывается в лабораторию, забирает мачете и обезглавливает Лоу.
С сильно повреждённым кораблём оставшиеся в живых направляются к шаттлу Гренделя, в то время как Цунарон направляется в другое место с КМ-14. Найдя останки Лу, Кратч (Филип Уильямс) и Вейлендер готовят шаттл. Роуэн находит Бродски, но он слишком тяжёл для неё, и она уходит за помощью. Вейлендер уходит, чтобы помочь ей, пока Кратч готовит челнок. Джейсон убивает Кратча электрическим током. На борту шаттла Кинса слышит о смерти Кратча и впадает в панику. Она пытается сбежать в одиночку и оставить всех остальных умирать, запустив шаттл, но забывает выпустить топливопровод, в результате чего он врезается в корпус корабля и взрывается, убивая её. Цунарон появляется с модернизированной КМ-14, с полным набором оружия и новыми боевыми навыками. Она отбивается от Джейсона и, по-видимому, убивает его, сбивая его в оборудованную медицинскую станцию и взрывая его правую руку, левую ногу, правую грудную клетку и, наконец, голову. Выжившие посылают сигнал бедствия и получают ответ от патрульного шаттла.
Выжившие установили взрывные устройства, чтобы отделить оставшийся понтон от секции главного привода. Когда они работают, Джейсон случайно возвращается к жизни повреждённой медицинской станцией, перестроенный как ещё более мощный киборг под названием Джейсон Х. Джейсон легко побеждает КМ-14, снеся ей голову. Когда Цунарон поднимает её все ещё функционирующую голову, Джейсон нападает на них, но его останавливает Вейлендер, который жертвует собой, взрывая заряды, в то время как другие убегают. Джейсон выживает, и его уносит обратно в шаттл. Он пробивает отверстие в корпусе, в результате чего Джанессу высасывает в космос. Сбой питания со стыковочной дверью заставляет Бродски выйти в открытый космос, чтобы исправить это.
Между тем, голографическая симуляция Хрустального озера создана, чтобы отвлечь Джейсона, а также два виртуальных подростка, что сначала работает, но он видит сквозь обман, как только дверь фиксируется. Бродски противостоит Джейсону, чтобы остальные могли сбежать. Когда они уходят, понтон взрывается, толкая Джейсона на высокой скорости к выжившим; однако Бродски перехватывает Джейсона в середине полёта и маневрирует ими обоими в атмосферу Земли-2, сжигая их. Цунарон, Роуэн и КМ-14 празднуют успешное бегство, а Цунарон уверяет КМ-14, что построит для неё новое тело.
На Земле-2 два подростка у озера видят то, что они считают падающей звездой, когда обугленная маска Джейсона опускается на дно озера.

## В ролях
- Кейн Ходдер — Джейсон Вурхиз / Джейсон X
- Лекса Дойг — Роуэн Лафонтен
- Лиза Райдер — Кей-Эм 14
- Чак Кэмпбелл — Цунарон
- Джонатан Поттс — профессор Брэйтуэйт Лоу
- Питер Менса — сержант Элайджа Гулливер Бродски
- Мелисса Эйд — Джанесса
- Мэлоди Джонсон — Кинса
- Филлип Уильямс — Тревор «Кратч» Кратчфилд
- Дэрвин Джордан — Вэйлэндеу
- Даф Тайфенбах — Азраэль Бенруби
- Дэвид Кроненберг — доктор Алосиус Бартоломью Уиммер
- Бойд Бэнкс — Пилот Лу Гоббарт
- Кристи Энгус — Адрианна Харт
- Яни Геллман — Стоуни
- Роберт Э. Сильверман — Дитер Перес
- Барна Мориц — солдат Киккер
- Дилан Бирк — солдат Бригс
- Тодд Фармер — сержант Даллас
- Стив Люческу — солдат Кондор
- Томас Сениук — солдат Свен
- Аманда Брюгел — солдат Геко
- Кэй Пенафлор — виртуальная девушка #1
- Таня Маро — виртуальная девушка #2
- Роман Подхора — пилот космического корабля
- Мика Уорд — девушка Брэда
- Дэвид Кук — Брэд
- Джефф Геддис — солдат Сэмуэль Хайм Джонсон
- Маркус Парило — сержант Маркус
- Джеймс Исаак — доктор

## Музыка

### Jason X (Score by Harry Manfredini)
1. Opening Credits (4:32)
2. The 'Cryo’ing Game (3:08)
3. Meanwhile, 450 Years Later (2:48)
4. The Trip to Grendel (2:16)
5. Nano Ant Technology (5:27)
6. Jason Thaws Out (4:16)
7. He’s Back (2:16)
8. The Grunts (7:08)
9. Give Me That Old Time Machete (6:29)
10. Kinsa Kracks (6:43)
11. KM Kicks Butt (2:49)
12. Escape Plan (2:13)
13. Birth of the UberJason (4:23)
14. The Wind Tunnel (1:43)капро
15. Oops? What Oops? (2:52)
16. Virtual Crystal Lake (2:23)
17. All’s Well That Ends…Well? (3:41)
18. End Credits (4:00)